# Oliver Gehrke
Hakan Arne Oliver Gehrke (nacido en Nacka, Estocolmo, Suecia, el 18 de abril de 2000) es un jugador de baloncesto sueco que actualmente pertenece a la plantilla del Köping Stars de la Basketligan, la máxima categoría del baloncesto sueco. Con 2,01 metros de altura juega en la posición de ala-pívot. Es internacional con la selección de baloncesto de Suecia. 

## Trayectoria
Gehrke es un jugador formado en el Jämtland Basket en el que debutó con apenas 16 años jugando un total de 13 partidos en los que promedió 7,5 minutos por partido con 2,5 puntos, 1,4 rebotes y 0,4 asistencias en la temporada 2016-17. 
En la temporada 2017-18, jugó un total de 26 partidos con 11,3 minutos por partido, 1,3 rebotes y 0,2 asistencias además de 4,7 puntos por encuentro. 
En la temporada 2018-19 Gehrke jugó un total de 35 partidos con el Jämtland Basket disputando de medio 22,8 minutos con 2,7 rebotes, 1 asistencias y 8,7 puntos de media.
En la temporada 2019-20 decide dar el salto al baloncesto universitario estadounidense incorporándose al UC Davis Aggies de la Universidad de California, equipo en el que jugó un total de seis encuentros promediando 9,3 minutos por encuentro con 0,5 revotes y 0,3 asistencias por encuentro y 1,5 puntos por duelo. 
El 1 de diciembre de 2020, firma por el Palmer Alma Mediterránea Palma de la Liga LEB Oro, durante una temporada.
El 13 de febrero de 2021, firma por el Umeå BSKT de la Basketligan, la máxima categoría del baloncesto sueco.
En julio de 2021, firma por el Köping Stars de la Basketligan, la máxima categoría del baloncesto sueco.

## Internacional
Gehrke ha jugado también en las categorías inferiores de la selección sueca participando en el Europeo sub-20 B con su selección. En dicho torneo jugó un total de ocho encuentros con 21,9 minutos de media, 9,4 puntos, 4,1 rebotes y 0,9 asistencias por encuentro.
En agosto de 2023, hace su debut con la absoluta de la selección de baloncesto de Suecia.